# Планы русской десантной операции на Босфоре
Босфорская операция — неосуществлённые планы десантных операций для занятия русской армией и флотом проливов Босфор и Дарданеллы. Наиболее известный план предполагался к выполнению Верховным командованием Русской Императорской армии весной 1917 года.

## Предпосылки

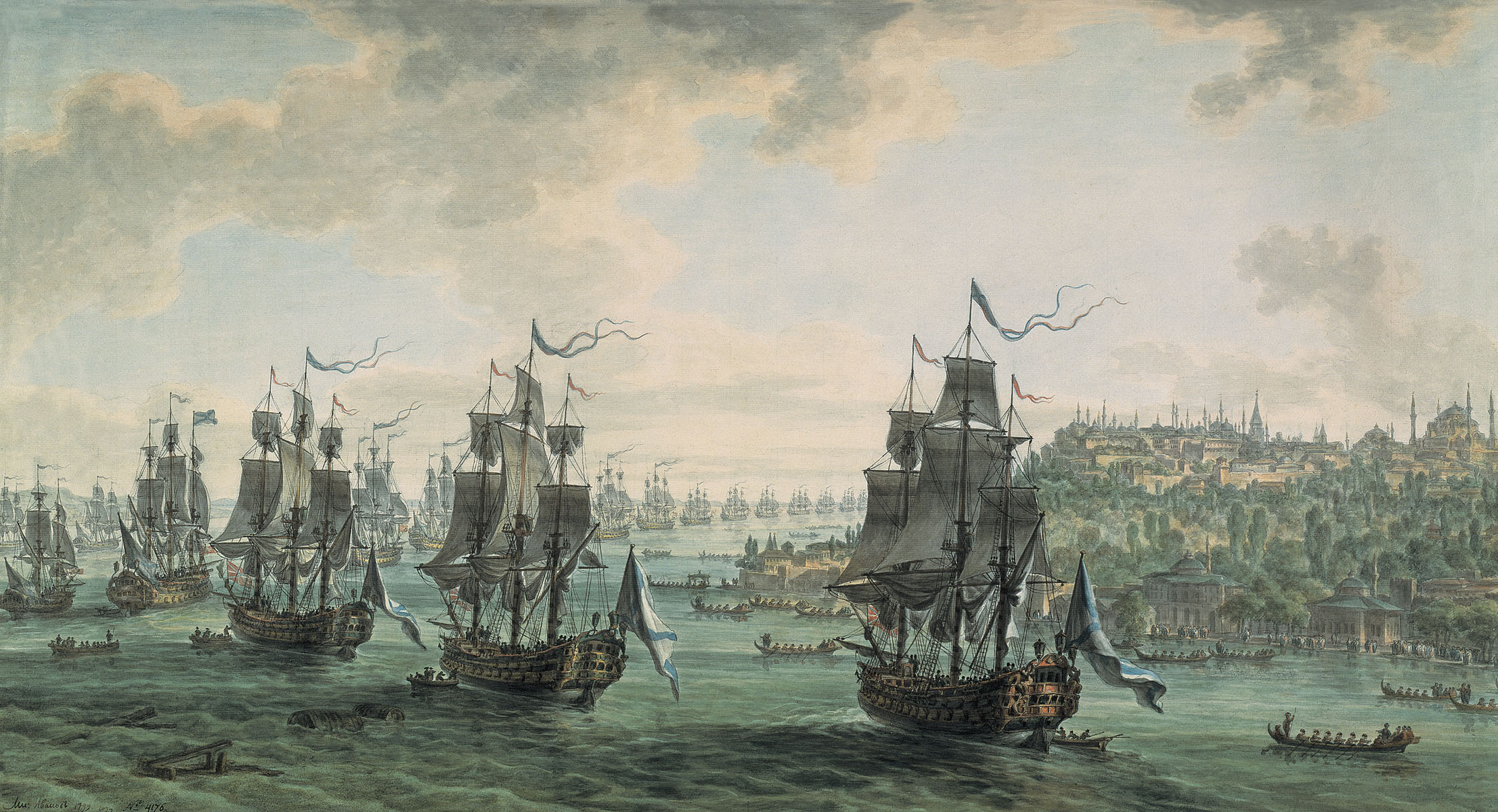
Иванов М. М. Русская эскадра адмирала Ушакова проходит через Босфор. 1798 год

Важность проливов Босфор и Дарданеллы была обусловлена их стратегически выгодным географическим положением. Это место издревле являлось пересечением сухопутного пути из Европы в Азию и морского из Чёрного в Средиземное море. С античных времён на берегах Босфора существовали поселения. В 324 году римский император Константин I выбрал это место для строительства новой столицы Римской империи, которая получила название Новый Рим, но более известна как Константинополь. Став блистательной столицей могущественной и богатой Византийской империи, Константинополь становился целью военных походов, в том числе и русских государств. Так в 860 году город подвергся набегу русов, которые, неожиданно для византийцев, подошли на судах с Чёрного моря; сам Константинополь русы брать не стали, ограничившись грабежом пригородов, хотя, по признанию самих византийцев, город был практически беззащитен. Впоследствии были ещё и менее удачные для русских государств попытки овладеть Константинополем в ходе походов 941—944 годов, под командованием князя Игоря, и 1043 годов, под командованием Владимира Ярославича, сына Ярослава Мудрого. Кроме того, в русской «Повести временных лет» упоминается также легендарный, не подтверждённый византийскими источниками, успешный поход Вещего Олега в 907 году.
После принятия Русью православия, Константинополь приобретает для русского государства ещё одно значение — как важный религиозный и цивилизационный центр. Поэтому после захвата Константинополя турками Московское государство провозгласило себя религиозным и цивилизационным наследником Византийской империи: появилась концепция «Москва — Третий Рим», а освобождение от власти мусульман города — колыбели православия стало вековой мечтой московских правителей. 
Практическая реализация установления контроля над черноморскими проливами и Константинополем стала возможной после победы над Османской империей в двух войнах 1768—1774 и 1787—1791 годов, присоединения Крыма и создания Черноморского флота в конце XVIII века. В 1798 году русская эскадра адмирала Ушакова впервые прошла через проливы в Средиземное море.

## Первая половина XIX века
В начале Русско-турецкой войны (1806—1812) морским министром адмиралом Павлом Чичаговым был разработан план, предусматривающий захват Константинополя и Босфорского пролива путём десантной операции. План предусматривал прорыв Черноморского флота через Босфор и высадку десанта в количестве 15—20 тысяч человек. Однако, в ходе изучения состояния Черноморского флота оказалось, что он не в состоянии выполнить такую грандиозную задачу, а потому от реализации этого плана отказались.
В 1833 году Черноморский флот России предпринял Босфорскую экспедицию, однако она была направлена на поддержку Османской империи, ослабленной неудачной войной с Египтом.
Николай I также рассматривал возможность высадки морского десанта на Босфоре. В условиях ухудшения международной ситуации, вылившейся в 1853 году в Крымскую войну, в своём письме фельдмаршалу Ивану Паскевичу на Рождество 1852 года император писал:

Ежели дело примет серьёзный оборот, тогда не только приведу 5-й корпус в военное положение, но и 4-й, которому вместе с 15-й дивизией придётся идти в Княжества для скорейшего занятия, когда 13-я и 14-я дивизии сядут на флот для прямого действия на Босфор и Царьград.

Такой же позиции придерживался и адмирал Павел Нахимов, считавший, что только превентивный захват русским флотом Босфора может нарушить планы складывающейся антироссийской коалиции.

## Конец XIX века

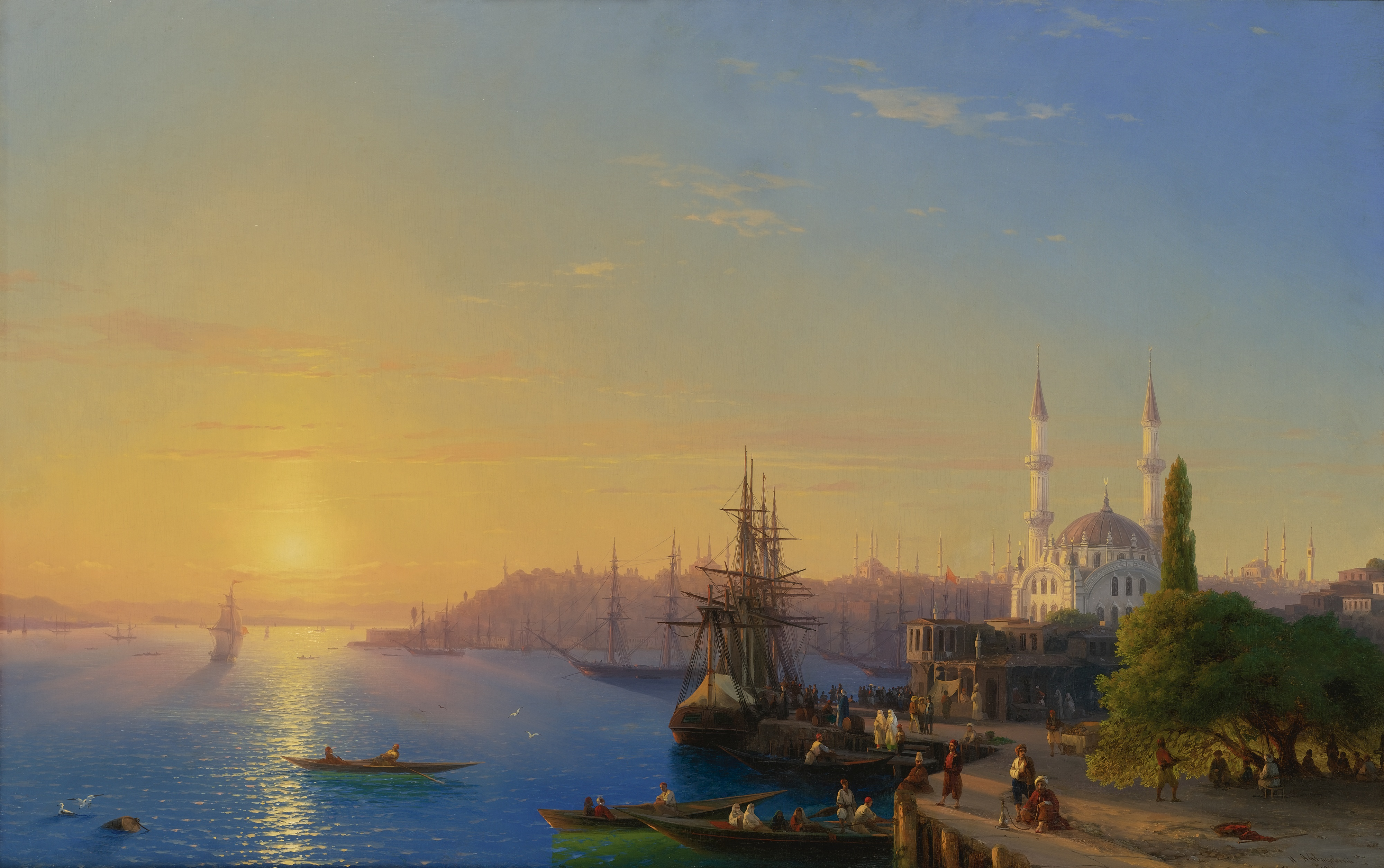
Айвазовский И. К. «Вид Константинополя и Босфора». 1856

В конце XIX — начале XX веков европейские державы боролись за раздел распадающейся Османской империи. Кроме того, присутствие британского флота в черноморских проливах и у черноморских берегов России после Крымской войны сильно беспокоило российских политиков. Именно появление британской эскадры адмирала Горнби у берегов Босфора остановило русское наступление на Константинополь в войне 1877—1878 годов.
В сентябре 1879 года в Ливадии состоялось совещание высших сановников под председательством российского императора Александра II, на котором обсуждался вопрос о возможной судьбе Проливов в случае распада Османской империи. Как писал участник совещания дипломат П. А. Сабуров, Россия не могла допустить «постоянной оккупации Проливов Англией». Была намечена задача: «овладение Проливами в случае, если обстоятельства приведут к уничтожению турецкого господства в Европе». В качестве союзника России называлась Германия, которой взамен предлагалось гарантировать сохранение в её составе Эльзаса и Лотарингии. По итогам этого совещания П. А. Сабуров был направлен в Берлин для переговоров.
К концу XIX века Черноморский флот по огневой мощи многократно превосходил турецкий флот, но британская средиземноморская эскадра превосходила Черноморский флот по числу броненосцев. Чтобы компенсировать британское превосходство в броненосцах, российское командование планировало внезапный захват Босфора, а при возможности — и Дарданелл. Затем планировалось заграждение Проливов минами и установка на берегах тяжёлых артиллерийских орудий. Специально для этого был создан так называемый «особый запас». Он создавался в условиях полной секретности, и даже в закрытых документах для высших офицеров его назначение по возможности не раскрывалось. Первоначально в составе «особого запаса» были тяжёлые береговые орудия (штатные для береговых крепостей) и некоторое количество полевых орудий. Так, в 1894 г. только в Одессе в «особом запасе» состояли: 11-дюймовых (280-мм) береговых пушек — 5; 9-дюймовых (229-мм) береговых пушек — 10; 6-дюймовых (152-мм) пушек весом 190 пудов — 7; 107-мм батарейных пушек — 20; 9-дюймовых (229-мм) береговых мортир — 36, а всего — 78 орудий.
Для разведки в зону Проливов под видом дипломатов и туристов периодически направлялись офицеры российского Генерального штаба. В октябре 1881 г. капитан 2 ранга С. О. Макаров был назначен командиром стационера «Тамань» (колёсный пароход постройки 1849 г.) в Константинополь. В течение нескольких недель Макаров на шлюпке или на «Тамани» скрупулёзно исследовал Босфор, при этом речь шла якобы о чисто научных целях — изучении двух противоположных течений, существующих в проливе на разных глубинах. На самом же деле, скорее всего, Макаров вёл разведку: изучал возможности действия боевых кораблей в проливе, возможные места высадки десантов и минных постановок.
В декабре 1882 года сотрудник российского посольства в Константинополе А. И. Нелидов представил Александру III записку «О занятии Проливов». В записке указывалось на нестабильное положение Османской империи и возможность её распада, что таило угрозу позициям России на Балканах и её причерноморским владениям. Нелидов предлагал, в зависимости от обстановки, три варианта занятия проливов: 1) открытой силой в случае российско-турецкой войны; 2) неожиданным нападением при обострении отношений с Османской империей или внешней опасности; 3) мирным путём с помощью союза с Османской империей.
В июле 1883 года Нелидов был назначен послом России в Османской империи. В январе 1885 года он подал Александру III записку «О задачах русской политики в Турции». Указывая на враждебные России действия европейских держав, на их все более активную экспансию в Малой Азии, Нелидов требовал занятия Босфора и даже Дарданелл. При этом, по мнению Нелидова, предпочтителен был мирный путь, основанный на договорённости с турецкими чиновниками или их подкупе.
В сентябре 1885 года Александр III направил начальнику Главного штаба Н. Н. Обручеву письмо, где заявлял, что главная цель России — занятие Константинополя и Проливов. Император писал: «Что касается собственно Проливов, то, конечно, время ещё не наступило, но надо быть готовыми к этому и приготовить все средства. Только из-за этого вопроса я соглашаюсь вести войну на Балканском полуострове, потому что он для России необходим и действительно полезен».
В июне 1895 года в Петербурге состоялось совещание, рассмотревшее ход выполнения программы строительства Черноморского флота, на котором было заявлено о готовности к занятию Верхнего Босфора 35-тысячным российским десантом. Затем предполагалось получить дипломатическим путём право свободного прохода российского флота через Дарданеллы.
6 июля 1895 года в Петербурге было собрано «Особое совещание» в составе министров: военного, морского, иностранных дел, посла в Турции А. И. Нелидова, а также высших военных чинов. В постановлении совещания упомянуто о «полной военной готовности захвата Константинополя». Далее сказано: «Взяв Босфор, Россия выполнит одну из своих исторических задач, станет хозяином Балканского полуострова, будет держать под постоянным ударом Англию, и ей нечего будет бояться со стороны Чёрного моря. Затем все свои военные силы она сможет тогда сосредоточить на западной границе и на Дальнем Востоке, чтобы утвердить своё господство над Тихим океаном». Но министр иностранных дел Н. К. Гирс был категорически против проведения операции.
Планы операции по высадке в Босфоре рассматривались на совещании министров 23 ноября (5 декабря) 1896 года под председательством Николая II. В совещании участвовал посол Нелидов, горячо отстаивавший план вторжения. В соответствии с решением совещания Нелидов должен был дать из Константинополя условную телеграмму, которая послужила бы сигналом к отправке десанта. Текст телеграммы должен был быть любой, но с ключевой фразой: «Давно без известий».
В решении совещания говорилось:

При нынешнем тревожном положении дел в Турции следует не терять из виду, что миролюбивые попытки послов не устранят, быть может, внезапной и насильственной развязки, вследствие происков армянских комитетов, новых кровопролитий и избиений в Константинополе, и, наконец, общего восстания против власти султана и низвержения его. При таких обстоятельствах появление иностранных средиземноморских эскадр перед Константинополем, для защиты своих соотечественников и христиан может произойти неожиданно, без предварительного соглашения послов, в виду чего, и чтобы не быть опереженными на Босфоре российскому послу предоставляется, в крайнем случае, непосредственно предупредить секретной телеграммой главного командира черноморского флота о необходимости немедленной высылки эскадры с десантом в Босфор, уведомив о том же одновременно императорское правительство. Во всяком случае, при отплытии черноморской эскадры из Севастополя и Одессы, послу поручается предупредить султана о последовавшем бесповоротном решении, и предложить ему ручательство России за личную его безопасность, если он согласится содействовать, или, по крайней мере, ничем не препятствовать входу русских судов в Босфор и занятию десантами некоторых пунктов на обоих берегах пролива для ограждения прохода в Чёрное море.

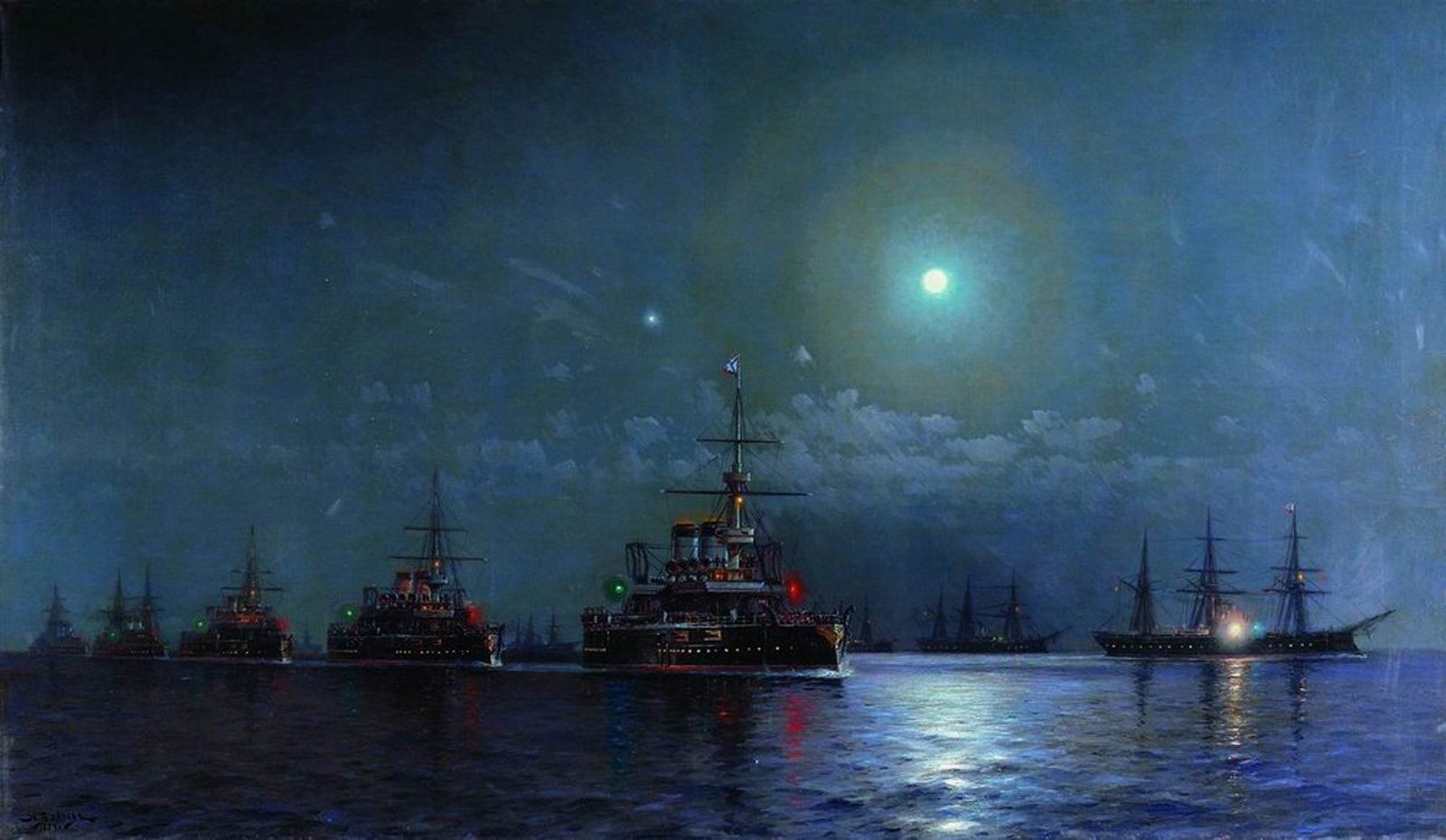
Черноморский флот ночью. 1894 год. Худ. Л. Д. Блинов

В операции по захвату Босфора должны были участвовать эскадренные броненосцы «Синоп», «Чесма», «Екатерина II», «Двенадцать Апостолов», «Георгий Победоносец» и «Три Святителя», крейсер «Память Меркурия», канонерская лодка «Терец», минные заградители «Буг» и «Дунай», минные крейсеры «Гридень» и «Казарский», а также десять миноносцев и тридцать малых миноносок. Командующим операцией был назначен вице-адмирал Н. В. Копытов. Командиром сводного десантного корпуса был назначен генерал-лейтенант В. фон Шток. Численность войск «первого рейса» возросла по сравнению с прежним планом. В их составе теперь числилось 33 750 человек с 64 полевыми и 48 тяжёлыми орудиями (из «особого запаса»).
В целях дезинформации операцию планировалось замаскировать под большие учения, включающие переброску войск на Кавказ, при этом эскадра на пути к Кавказу должна была бы неожиданно повернуть на Босфор. Предусматривалось также введение информационной блокады: «В назначенный момент внезапно прерываются все телеграфные провода Черноморского побережья с Европой». Эскадра в ночное время должна была войти в Босфор и, пройдя до Буюк-Дере, стать на якорь (в тылу турецких береговых батарей). В это время посол Нелидов должен был предъявить турецким властям ультиматум: немедленно передать России районы на обоих берегах Босфора под угрозой применения силы. Возможное сопротивление турецких войск предполагалось подавить быстро. Затем русское командование должно было за 72 часа после начала высадки укрепить вход в пролив со стороны Мраморного моря. На берегах Босфора должны были быть установлены тяжёлые орудия «особого запаса», а «Буг» и «Дунай» должны были выставить поперёк пролива заграждения в три ряда мин (всего 825 штук), кроме того, планировалось на обоих берегах пролива скрытно установить торпедные аппараты.
На случай эскалации конфликта с Великобританией из-за занятия Проливов до глобальных масштабов российский Генштаб разрабатывал план удара из Средней Азии по Индии.
Против операции высказался влиятельный министр финансов С. Ю. Витте. В последний момент Николай II принял решение отказаться от её осуществления. На это также повлияло то, что министр иностранных дел Франции Ганото выступил с предложением положить в основу работы конференции послов в Константинополе соглашение по следующим трём пунктам: поддержание целости Оттоманской империи, отказ от сепаратных выступлений, отказ от попыток установления кондоминимума держав над Турцией. Россия согласилась с этими предложениями.

## XX век

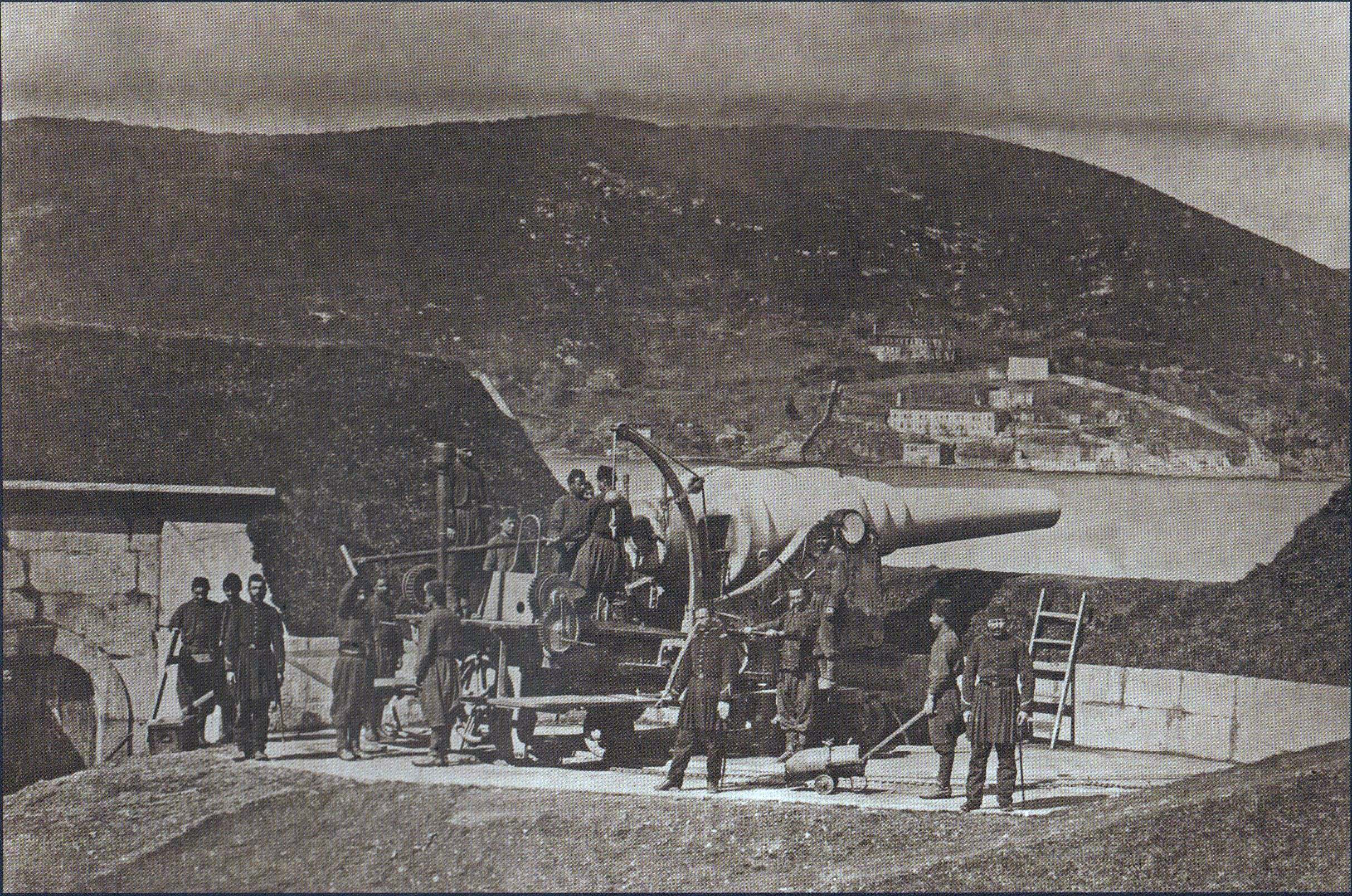
Турецкое 280-мм береговое орудие у побережья Босфора

В начале 1900 года в связи с тем, что Великобритания была вовлечена в войну с бурами, российское министерство иностранных дел обменялось мнениями о стратегических задачах России с военным и военно-морским ведомствами. При этом министр иностранных дел Муравьёв писал: «Одно соображение ныне же является неоспоримым: это безусловная необходимость для нас быть готовыми предупредить наших соперников на берегах Босфора и принять все меры к тому, чтобы в каждую данную минуту, когда обстоятельства будут признаны к тому особенно благоприятными либо вероятность чужого занятия станет очевидною, мы могли бы внезапно, с верным залогом на успех, сами утвердиться на берегах Босфора». Военный министр Куропаткин писал: Наиболее важною задачею России в настоящем XX веке я признаю прочное военное занятие Босфора. Поэтому все меры, способствующие к выполнению сего важного предприятия, должны быть приняты. 
Управляющий морским министерством Тыртов писал: Что же касается необходимости быть всегда в полной готовности предупредить наших соперников на берегах Босфора и принять все меры к тому, чтобы в каждую данную минуту быть готовым внезапно и с верным залогом на успех самим утвердиться на берегах Босфора, то вопрос этот неоднократно разбирался и подробно разрабатывался в различных комиссиях, тем не менее нельзя считать его вполне оконченным вследствие неосуществления, по недостатку средств, мероприятий, намечавшихся комиссиями, почему заключения комиссий не могли быть проверяемы на деле соответственными манёврами или поверочными испытаниями. Внезапное занятие Босфора, составляя вполне самостоятельную и, если можно так выразиться, специальную операцию, вызывает и заготовление специальных средств, как, например, постройки особых транспортов для перевозки артиллерии и кавалерии, изготовление минных заграждений как пассивных, так и активных, последние — в виде большого числа миноносцев и т. п., что из нормального бюджета морского министерства не могло быть пополнено и требовало особых кредитов; а так как весь вопрос велся военным ведомством, и морское министерство привлекалось к нему, собственно, с технической стороны, то испрашивание кредитов на подготовление этой операции также легло на военное же ведомство, которое в этом, по-видимому, встретило затруднения, так как заказов на изготовление морских средств экспедиции пока не последовало.
Отработка будущей операции в ходе военных игр проводилась и в конце XIX и в начале XX веков.
Поэтому планы вторжения в Босфор не были окончательно похоронены, «особый запас» не был расформирован, а после 1905 года стал вновь расти. Нестабильность в Турции после Младотурецкой революции делала планы захвата Босфора снова актуальными. Так, генерал-квартирмейстер Ю. Н. Данилов в одном из своих докладов сообщал военному министру: «Особое совещание по турецким делам под председательством министра иностранных дел постановило, что: „…современная политическая обстановка может вынудить нас занять войсками часть территории Турции и на первом плане — Верхнего Босфора“». Капитан 2 ранга Каськов записал: «На совещании МИД 21 июля 1908 г. решено: 1) Посылка 2-х судов в Средиземное море для совместного с эскадрами держав действия. 2) Создать организацию на Чёрном море для мирного (!) занятия Верхнего Босфора, но так как в стратегическом отношении такое решение о пункте неправильно, то и организация должна быть приспособлена лишь для направления (одного), — а именно экспедиция на Босфор». Начальник Генерального штаба генерал Ф. Ф. Палицын послал 24 июля 1908 года командующему Одесским военным округом генералу А. В. Каульбарсу письмо, в котором писал, что «главнейшею заботой экспедиции будет захват на обоих берегах пролива выгодных позиций, господствующих над Константинополем, и удержание их в своих руках до сосредоточения сил, достаточных для достижения поставленной по обстоятельствам политической цели». Но и на этот раз стабилизация положения в Турции и ряд других факторов заставили российское правительство отказаться от своих планов.
Во время Первой Балканской войны Николай II 26 октября (8 ноября) 1912 года уполномочил российского посла в Константинополе вызвать в случае необходимости корабли с 5-тысячным десантным отрядом для защиты христианского населения в случае анархии в городе во время отступления озлобленной османской армии. Но это не было осуществлено, в том числе поскольку для одновременной перевозки всего отряда не хватало судов.:136—137
В июле 1913 года сотрудники министерства иностранных дел совместно с офицерами Морского генерального штаба разрабатывали проект доклада императору «О цели отечества на ближайшие годы, которая должна лечь в основание всей нашей военной подготовки на море в ближайшие годы». В нём было указано, что «определённо, вплоть до конечного решения задачи, нерушимо предпринимается для всех дипломатических усилий России следующая политическая цель: в ближайшие годы — 1918—1919 — овладеть Босфором и Дарданнелами», для чего Морское министерство должно готовить десантную операцию.:169
8(21) февраля 1914 года состоялось Особое совещание по вопросу о черноморских проливах с участием министра иностранных дел, военного и морского министров. На нём было решено усилить Черноморский флот (в том числе, путём приобретения дредноутов «Ривадавия», «Морено» и «Амиранте Латторе» у Аргентины и Чили), изыскать способ сокращения сроков доставки первого эшелона десанта. Предполагалось, что первый эшелон десантной армии должен высадиться одновременно и составлять от 30 до 50 тыс. человек. Операция рассматривалась в контексте общеевропейской войны:203—209. Также в феврале 1914 года на заседании российского правительства был рассмотрен вопрос оккупации Константинополя и проливов. Общеевропейская война была бы, по всеобщему мнению, наилучшей возможностью для реализации этих задач. В апреле рекомендации кабинета были одобрены царём, который дал соответствующие поручения для предприятия подготовительных мер для дальнейшего осуществлению поставленных задач.
Но полноценное оперативно-стратегическое планирование, нацеленное на овладение Босфором, к началу Первой мировой войны отсутствовало, и, как констатировал адмирал А. Д. Бубнов: «мы вступили в минувшую войну со всех точек зрения — политической, общественной, военной и морской — абсолютно неподготовленными к завладению проливами, то есть, к решению той нашей главной национальной проблемы, от которой, как само течение военных действий показало, зависел исход войны и дальнейшее существование нашего Отечества».

### Первая мировая война
Вновь к плану захвата Босфора российское командование вернулось в 1915 году, уже во время Первой мировой войны. К тому моменту было заключено секретное англо-франко-русское соглашение о Константинополе и проливах — согласно этому соглашению Константинополь и Черноморские проливы должны были войти в состав Российской империи. 16 (29) мая 1916 года, после длительных дипломатических переписок и переговоров, между Великобританией, Францией и, несколько позже, Российской империей и Италией, было заключено секретное «Соглашение о разделе азиатской Турции» с секретными протоколами, более известное как Соглашение Сайкса — Пико. По нему, окончательно были подтверждены права России на Константинополь и проливы, а также обширная отвоёванная территория Западной (Турецкой) Армении и часть Курдистана отходила в непосредственное владение России.
В конце ноября 1916 года командование спланировало «Босфорскую операцию». Проект был направлен на одобрение в ставку, где получил полную поддержку. Для проведения операции создали Отдельную Черноморскую морскую дивизию под командованием генерала А. А. Свечина, укомплектованную опытными фронтовиками, георгиевскими кавалерами. Общее командование войсками задействованными в операции было поручено командующему Черноморским флотом вице-адмиралу А. В. Колчаку.:222 Первый полк дивизии Колчак предполагал назвать «Цареградским», второй — «Нахимовским», третий — «Корниловским», четвёртый — «Истоминским», отдавая тем самым дань памяти героям обороны Севастополя в Крымскую войну.
Из допроса Колчака:

По плану этой босфорской операции, в моё непосредственное распоряжение поступила одна сухопутная часть, дивизия ударного типа, кадр которой мне был прислан с фронта и командиром её был назначен один из лучших офицеров генерального штаба — ген. Свечин; начальником штаба был назначен полковник генерального штаба Верховский. Эта дивизия готовилась под моим непосредственным наблюдением и должна была быть выброшена первым десантом на неприятельский берег для того, чтобы сразу на нём обосноваться и обеспечить место высадки для следующих войск, которые должны были идти за ними.
Так вся эта подготовка работ шла до наступления государственного переворота в конце февраля месяца. <…>
Босфорская же операция предполагалась весной 1917 года.

Но операцию пришлось отложить в связи с тем, что два армейских корпуса пришлось отправить на Румынский фронт, так как румынская армия оказалась абсолютно не готова к ведению боевых действий и при этом были задействованы транспортные суда, предназначенные для операции.
Решающий удар планировался на апрель 1917 года, но из-за Февральской революции операция не состоялась.
Первопричиной того, что Россия не завладела Босфором во время Первой мировой войны, считает адмирал А. Д. Бубнов, было то обстоятельство, что, по причине недостаточно вдумчивой и проницательной оценки общей военно-политической обстановки, Босфорская операция не была включена в план войны с Германией — вследствие чего, вступив в войну совершенно к ней неподготовленными, «мы не смогли использовать для её осуществления благоприятную обстановку, создавшуюся весной 1915 года (когда внимание и силы Турции были отвлечены к Дарданеллам и когда сухопутное командование дало необходимые для осуществления операции войска), а это, в свою очередь, усилило недоверие сухопутного командования к способности флота эту операцию выполнить». Однако, эта первопричина, отмечает адмирал, имела лишь косвенное влияние на вопрос овладения Босфором, ибо Черноморский флот интенсивной работой в течение 1915—1916 годов вполне подготовился к выполнению операции к осени 1916 года. Вследствие этого, главная причина «почему мы не завладели Босфором, состоит в том, что сухопутное командование, когда флот для этой операции подготовился, не дало для её осуществления необходимых войск. Единственный аргумент, на котором тогдашнее сухопутное командование основывало свой отказ дать войска, состоял в том, что оно считало операцию рискованной, каковой аргумент в сущности скрывал за собой недовеpиe к флоту и к оперативным способностям его начальников».